# Giải quần vợt Mỹ Mở rộng 2023
Giải quần vợt Mỹ Mở rộng 2023 là lần thứ 143 Giải quần vợt Mỹ Mở rộng được tổ chức và là giải Grand Slam cuối cùng trong năm. Giải đấu thi đấu trên mặt sân cứng ngoài trời tại USTA Billie Jean King National Tennis Center ở Thành phố New York.
Carlos Alcaraz là đương kim vô địch nội dung đơn nam, nhưng thua ở vòng bán kết trước Daniil Medvedev. Iga Świątek là đương kim vô địch nội dung đơn nữ, nhưng thua ở vòng 4 trước Jeļena Ostapenko.

## Giải đấu
Giải quần vợt Mỹ Mở rộng 2023 là lần thứ 143 giải đấu được tổ chức và diễn ra tại USTA Billie Jean King National Tennis Center ở Flushing Meadows–Corona Park tại Queens ở Thành phố New York, New York, Hoa Kỳ.
Giải đấu được điều hành bởi Liên đoàn Quần vợt Quốc tế (ITF) và là một phần của lịch thi đấu ATP Tour 2023 và WTA Tour 2023 dưới thể loại Grand Slam. Giải đấu bao gồm các nội dung đơn và đôi của nam và nữ, với nội dung đôi trở lại với 64 tay vợt, và nội dung đơn vẫn giữ nguyên 128 tay vợt. Giải đấu cũng có các nội dung đơn và đôi cho các vận động viên nam trẻ và nữ trẻ (dưới 18 tuổi), là một phần ở thể loại Hạng A của giải đấu.
Giải đấu được thi đấu trên mặt sân cứng và được diễn ra trên 17 sân với mặt sân Laykold, trong đó có 3 sân chính – Sân vận động Arthur Ashe, Sân vận động Louis Armstrong và Grandstand.

## Tóm tắt kết quả
- Đơn nam

| Nhà vô địch                | Nhà vô địch               | Á quân                           | Á quân                  |
| -------------------------- | ------------------------- | -------------------------------- | ----------------------- |
| Novak Djokovic [2]         | Novak Djokovic [2]        | Daniil Medvedev [3]              | Daniil Medvedev [3]     |
| Thua bán kết               |                           |                                  |                         |
| Carlos Alcaraz [1]         | Carlos Alcaraz [1]        | Ben Shelton                      | Ben Shelton             |
| Thua tứ kết                |                           |                                  |                         |
| Alexander Zverev [12]      | Andrey Rublev [8]         | Frances Tiafoe [10]              | Taylor Fritz [9]        |
| Thua vòng 4                |                           |                                  |                         |
| Matteo Arnaldi             | Jannik Sinner [6]         | Alex de Minaur [13]              | Jack Draper             |
| Rinky Hijikata (WC)        | Tommy Paul [14]           | Dominic Stricker (Q)             | Borna Gojo (Q)          |
| Thua vòng 3                |                           |                                  |                         |
| Dan Evans [26]             | Cameron Norrie [16]       | Grigor Dimitrov [19]             | Stan Wawrinka           |
| Sebastián Báez             | Nicolás Jarry [23]        | Michael Mmoh (WC)                | Arthur Rinderknech      |
| Zhang Zhizhen              | Adrian Mannarino [22]     | Alejandro Davidovich Fokina [21] | Aslan Karatsev          |
| Benjamin Bonzi (WC)        | Jakub Menšík (Q)          | Jiří Veselý (PR)                 | Laslo Djere [32]        |
| Thua vòng 2                |                           |                                  |                         |
| Lloyd Harris (PR)          | Botic van de Zandschulp   | Arthur Fils                      | Hsu Yu-hsiou (Q)        |
| Daniel Altmaier            | Andy Murray               | Tomás Martín Etcheverry [30]     | Lorenzo Sonego          |
| Christopher O'Connell      | Felipe Meligeni Alves (Q) | Alex Michelsen (WC)              | Wu Yibing               |
| John Isner (WC)            | Hubert Hurkacz [17]       | Matteo Berrettini                | Gaël Monfils (PR)       |
| Casper Ruud [5]            | Márton Fucsovics          | Fábián Marozsán                  | Sebastian Ofner         |
| Roman Safiullin            | Juan Manuel Cerúndolo     | Dominic Thiem                    | Roberto Carballés Baena |
| Stefanos Tsitsipas [7]     | Christopher Eubanks [28]  | Titouan Droguet (Q)              | Juan Pablo Varillas     |
| Mackenzie McDonald         | Francisco Cerúndolo [20]  | Hugo Gaston (Q)                  | Bernabé Zapata Miralles |
| Thua vòng 1                |                           |                                  |                         |
| Dominik Koepfer            | Guido Pella (PR)          | Jordan Thompson                  | Daniel Elahi Galán      |
| Tallon Griekspoor [24]     | Jason Kubler              | Thanasi Kokkinakis               | Alexander Shevchenko    |
| Aleksandar Vukic           | Constant Lestienne        | Corentin Moutet                  | Alex Molčan             |
| Otto Virtanen (Q)          | Yoshihito Nishioka        | Nicolas Moreno de Alboran (Q)    | Yannick Hanfmann        |
| Attila Balázs (PR)         | Max Purcell               | James Duckworth (LL)             | Borna Ćorić [27]        |
| Luca Van Assche            | Albert Ramos Viñolas      | Dušan Lajović                    | Timofey Skatov (Q)      |
| Karen Khachanov [11]       | Facundo Díaz Acosta       | Radu Albot                       | Marc-Andrea Hüsler      |
| Ugo Humbert [29]           | Diego Schwartzman         | Taro Daniel (Q)                  | Arthur Cazaux (LL)      |
| Emilio Nava (Q)            | J. J. Wolf                | Pavel Kotov                      | Sebastian Korda [31]    |
| Yosuke Watanuki            | Richard Gasquet           | Nuno Borges                      | Learner Tien (WC)       |
| Stefano Travaglia (Q)      | Marco Cecchinato          | Ilya Ivashka                     | Marcos Giron            |
| Alexander Bublik [25]      | Pedro Cachin              | Jiří Lehečka                     | Holger Rune [4]         |
| Milos Raonic (PR)          | Alexei Popyrin            | Quentin Halys                    | Kwon Soon-woo           |
| Lorenzo Musetti [18]       | Grégoire Barrère          | Miomir Kecmanović                | Steve Johnson (WC)      |
| Félix Auger-Aliassime [15] | Hugo Dellien (PR)         | Enzo Couacaud (Q)                | Zachary Svajda (Q)      |
| Brandon Nakashima          | Sho Shimabukuro (Q)       | Ethan Quinn (WC)                 | Alexandre Müller        |

- Đơn nữ

| Nhà vô địch             | Nhà vô địch                | Á quân                   | Á quân                      |
| ----------------------- | -------------------------- | ------------------------ | --------------------------- |
| Coco Gauff [6]          | Coco Gauff [6]             | Aryna Sabalenka [2]      | Aryna Sabalenka [2]         |
| Thua bán kết            |                            |                          |                             |
| Karolína Muchová [10]   | Karolína Muchová [10]      | Madison Keys [17]        | Madison Keys [17]           |
| Thua tứ kết             |                            |                          |                             |
| Jeļena Ostapenko [20]   | Sorana Cîrstea [30]        | Markéta Vondroušová [9]  | Zheng Qinwen [23]           |
| Thua vòng 4             |                            |                          |                             |
| Iga Świątek [1]         | Caroline Wozniacki (WC)    | Belinda Bencic [15]      | Wang Xinyu                  |
| Peyton Stearns          | Jessica Pegula [3]         | Ons Jabeur [5]           | Daria Kasatkina [13]        |
| Thua vòng 3             |                            |                          |                             |
| Kaja Juvan (Q)          | Bernarda Pera              | Jennifer Brady (PR)      | Elise Mertens [32]          |
| Elena Rybakina [4]      | Zhu Lin                    | Taylor Townsend          | Anna Karolína Schmiedlová   |
| Katie Boulter           | Ekaterina Alexandrova [22] | Liudmila Samsonova [14]  | Elina Svitolina [26]        |
| Marie Bouzková [31]     | Lucia Bronzetti            | Greet Minnen (Q)         | Clara Burel                 |
| Thua vòng 2             |                            |                          |                             |
| Daria Saville (PR)      | Lauren Davis               | Elina Avanesyan          | Wang Xiyu                   |
| Petra Kvitová [11]      | Magda Linette [24]         | Danielle Collins         | Mirra Andreeva              |
| Ajla Tomljanović        | Anna Kalinskaya            | Victoria Azarenka [18]   | Yuriko Miyazaki (Q)         |
| Magdalena Fręch         | Beatriz Haddad Maia [19]   | Sara Sorribes Tormo      | Rebeka Masarova             |
| Wang Yafan (Q)          | Clara Tauson               | Lesia Tsurenko           | Martina Trevisan            |
| Tamara Korpatsch        | Yanina Wickmayer (LL)      | Anastasia Pavlyuchenkova | Patricia Maria Țig (PR)     |
| Linda Nosková           | Petra Martić               | Kaia Kanepi              | Eva Lys (Q)                 |
| Sofia Kenin             | Sachia Vickery (Q)         | Karolína Plíšková [25]   | Jodie Burrage               |
| Thua vòng 1             |                            |                          |                             |
| Rebecca Peterson        | Clervie Ngounoue (WC)      | Danka Kovinić            | Elisabetta Cocciaretto [29] |
| Jasmine Paolini         | Alizé Cornet               | Viktória Hrunčáková (LL) | Veronika Kudermetova [16]   |
| Cristina Bucșa          | Tatiana Prozorova (Q)      | Kimberly Birrell (LL)    | Aliaksandra Sasnovich       |
| Mirjam Björklund (Q)    | Linda Fruhvirtová          | Olivia Gadecki (Q)       | Laura Siegemund (Q)         |
| Marta Kostyuk           | Panna Udvardy              | Kateřina Siniaková       | Kayla Day (WC)              |
| Fiona Ferro (WC)        | Mayar Sherif               | Margarita Betova         | Kamilla Rakhimova           |
| Storm Hunter (WC)       | Emma Navarro               | Varvara Gracheva         | Sloane Stephens             |
| Anhelina Kalinina [28]  | Katie Volynets (Q)         | Kateryna Baindl          | Maria Sakkari [8]           |
| Caroline Garcia [7]     | Diane Parry                | Viktoriya Tomova         | Anastasia Potapova [27]     |
| Leylah Fernandez        | Elsa Jacquemot (Q)         | Yulia Putintseva         | Han Na-lae (Q)              |
| Claire Liu              | Irina-Camelia Begu         | Vera Zvonareva (Q)       | Arantxa Rus                 |
| Anna-Lena Friedsam      | Fiona Crawley (Q)          | Rebecca Marino           | Camila Giorgi               |
| Camila Osorio           | Madison Brengle            | Tatjana Maria            | Ashlyn Krueger (WC)         |
| Nadia Podoroska         | Barbora Strýcová (PR)      | Robin Montgomery (WC)    | Barbora Krejčíková [12]     |
| Alycia Parks            | Ana Bogdan                 | Venus Williams (WC)      | Donna Vekić [21]            |
| Elena-Gabriela Ruse (Q) | Caroline Dolehide          | Anna Blinkova            | Maryna Zanevska             |

## Nhà vô địch

### Đơn nam
- Novak Djokovic đánh bại  Daniil Medvedev, 6–3, 7–6(7–5), 6–3

### Đơn nữ
- Coco Gauff đánh bại  Aryna Sabalenka, 2–6, 6–3, 6–2

### Đôi nam
- Rajeev Ram /  Joe Salisbury đánh bại  Rohan Bopanna /  Matthew Ebden, 2–6, 6–3, 6–4

### Đôi nữ
- Gabriela Dabrowski /  Erin Routliffe đánh bại  Laura Siegemund /  Vera Zvonareva, 7–6(11–9), 6–3

### Đôi nam nữ
- Anna Danilina /  Harri Heliövaara đánh bại  Jessica Pegula /  Austin Krajicek, 6–3, 6–4

### Đơn nam xe lăn
- Alfie Hewett đánh bại  Gordon Reid, 6–4, 6–3

### Đơn nữ xe lăn
- Diede de Groot đánh bại  Yui Kamiji, 6–2, 6–2

### Đơn xe lăn quad
- Sam Schröder đánh bại  Niels Vink, 6–3, 7–5

### Đôi nam xe lăn
- Stéphane Houdet /  Takashi Sanada đánh bại  Takuya Miki /  Tokito Oda, 6–4, 6–4

### Đôi nữ xe lăn
- Yui Kamiji /  Kgothatso Montjane đánh bại  Diede de Groot /  Jiske Griffioen, bỏ cuộc trước trận đấu

### Đôi xe lăn quad
- Sam Schröder /  Niels Vink đánh bại  Andy Lapthorne /  Donald Ramphadi, 6–1, 6–2

### Đơn nam trẻ
- João Fonseca đánh bại  Learner Tien, 4–6, 6–4, 6–3

### Đơn nữ trẻ
- Katherine Hui đánh bại  Tereza Valentová, 6–4, 6–4

### Đôi nam trẻ
- Max Dahlin /  Oliver Ojakaar đánh bại  Federico Bondioli /  Joel Schwärzler, 3–6, 6–3, [11–9]

### Đôi nữ trẻ
- Mara Gae /  Anastasiia Gureva đánh bại  Sara Saito /  Nanaka Sato, 1–6, 7–5, [10–8]

## Điểm và tiền thưởng

### Phân phối điểm
Dưới đây là bảng phân bố điểm cho từng giai đoạn của giải đấu.

#### Vận động viên chuyên nghiệp
| Sự kiện | VĐ   | CK   | BK  | TK  | V4  | V3  | V2 | V1 | Q  | Q3 | Q2 | Q1 |
| Đơn nam | 2000 | 1200 | 720 | 360 | 180 | 90  | 45 | 10 | 25 | 16 | 8  | 0  |
| Đôi nam | 2000 | 1200 | 720 | 360 | 180 | 90  | 0  | —  | —  | —  | —  | —  |
| Đơn nữ  | 2000 | 1300 | 780 | 430 | 240 | 130 | 70 | 10 | 40 | 30 | 20 | 2  |
| Đôi nữ  | 2000 | 1300 | 780 | 430 | 240 | 130 | 10 | —  | —  | —  | —  | —  |

| Sự kiện  | VĐ  | CK  | BK/Hạng 3 | TK/Hạng 4 |
| Đơn      | 800 | 500 | 375       | 100       |
| Đôi      | 800 | 500 | 100       | —         |
| Đơn quad | 800 | 500 | 375       | 100       |
| Đôi quad | 800 | 100 | —         | —         |

| Sự kiện     | VĐ   | CK  | BK  | TK  | Vòng 1/16 | Vòng 1/32 | Q  | Q3 |
| Đơn nam trẻ | 1000 | 600 | 370 | 200 | 100       | 45        | 30 | 20 |
| Đơn nữ trẻ  | 1000 | 600 | 370 | 200 | 100       | 45        | 30 | 20 |
| Đôi nam trẻ | 750  | 450 | 275 | 150 | 75        | —         | —  | —  |
| Đôi nữ trẻ  | 750  | 450 | 275 | 150 | 75        | —         | —  | —  |

### Tiền thưởng
Tổng số tiền của Giải quần vợt Mỹ Mở rộng 2023 là $65 triệu, tăng 8% so với giải đấu năm 2022.
| Sự kiện     | VĐ         | CK         | BK       | TK       | Vòng 1/16 | Vòng 1/32 | Vòng 1/64 | Vòng 1/128 | Q3      | Q2      | Q1      |
| Đơn         | $3,000,000 | $1,500,000 | $775,000 | $455,000 | $284,000  | $191,000  | $123,000  | $81,500    | $45,000 | $34,500 | $22,000 |
| Đôi*        | $700,000   | $350,000   | $180,000 | $100,000 | $58,000   | $36,800   | $22,000   | N/A        | N/A     | N/A     | N/A     |
| Đôi nam nữ* | $170,000   | $85,000    | $42,500  | $23,200  | $14,200   | $8,300    | N/A       | N/A        | N/A     | N/A     | N/A     |

- mỗi đội